# NGC 1206
NGC 1206 је елиптична галаксија у сазвежђу Еридан која се налази на NGC листи објеката дубоког неба.
Деклинација објекта је - 8° 49' 58" а ректасцензија 3h 6m 9,7s. Привидна величина (магнитуда) објекта NGC 1206 износи 14,5 а фотографска магнитуда 15,5. NGC 1206 је још познат и под ознакама NPM1G -09.0143, PGC 11644.